# Янтарь (пивзавод)
Николаевский пивзавод «Янтарь» (укр. Миколаївський пивзавод «Янтар») — предприятие пищевой промышленности Украины, производитель пива.
Построено в 1973 году, Расположено в городе Николаеве. С 1999 года принадлежало бельгийской компании Interbrew, вошедшей в 2004 году в корпорацию Anheuser-Busch InBev.

## История
Завод построен в 1973 году по чехословацкому проекту. К 1984—1985 году предприятие вышло на Украине в число передовых, но начавшаяся в 1986 году антиалкогольная кампания внесла коррективы: был демонтирован цех бочкового разлива, на заводе стали разливать минеральную воду, цитрусовые и другие напитки.
В рамках процесса разгосударствления собственности в 1994 году предприятие было приватизировано с созданием акционерного общества.
В 1998 году заводом было разлито 6 млн декалитров пива и на 1999 год завод входил в пятёрку основных производителей пива на Украине.
В 2001 году «Янтарь» производство составило 10,47 млн. декалитров — около 9 % от общеукраинского производства пива.
В 2005—2006 годах на предприятии была проведена реконструкция с суммарными инвестициями €29 млн, в её результате производственная мощность пивзавода увеличена почти вдвое.

## Собственники
По состоянию на 1999 год крупнейшим акционером пивзавода «Янтарь» был кипрский инвестиционный фонд Invesco. В 1999 году контрольный пакет акций предприятия приобрела зарегистрированная в Нидерландах компания Interbrew Holding BV, которая после ряда слияний и поглощений вошла в 2004 году в структуру Anheuser-Busch InBev — крупнейшего производителя пива в мире.
Непосредственная реализация прав владения пивзаводом осуществляется через дочернюю структуру корпорации Anheuser-Busch InBev — «САН ИнБев Украина», которая до 2006 года владела контрольными пакетами акций пивзавода «Янтарь» (71,63 % акций), а также харьковского пивзавода «Рогань» (87,06 %) и черниговского пивкомбината «Десна» (74,48 %), когда эти три предприятия были отдельными юридическими лицами, зарегистрированными в форме акционерных обществ. В 2006 году была проведена реорганизация компании «САН Интербрю Украина» (тогдашнее название «САН ИнБев Украина») в открытое акционерное общество, на баланс которого были переданы активы пивоварен, которыми она владела, включая пивзавод «Янтарь»..
По состоянию на 2010-е годы — безбалансовый филиал «САН ИнБев Украина».

## Ассортимент продукции
По состоянию на 2010-е годы пивзаводом выпускается 2 сорта пива под одноимённой торговой маркой: «Янтарь светлое» (укр. Янтар Світле) и «Янтарь адмиральское» (укр. Янтар Адміральське), также на производственных мощностях предприятия варится пиво торговых марок «Черниговское» и «Рогань».